# Zilveren zandspinnendoder
De zilveren zandspinnendoder (Arachnospila trivialis) is een vliesvleugelig insect uit de familie van de spinnendoders (Pompilidae). De wetenschappelijke naam van de soort is voor het eerst geldig gepubliceerd in 1843 door Dahlbom.